# Durnfords dwergral
Durnfords dwergral (Laterallus spiloptera synoniem: Porzana spiloptera) is een vogel uit de familie van rallen (Rallidae). De vogel werd in 1877 door de Britse vogelkundige  Henry Durnford geldig beschreven. De auteurs van de in 2019 gepubliceerde moleculair genetische studie van de rallen hebben voorgesteld om de Durnfords dwergral (samen met de  geelbuikporseleinhoen en Inaccessible-eilandral) in het geslacht Laterallus op te nemen, op grond van overeenkomsten in het DNA. Het is een voor uitsterven kwetsbare vogelsoort. 

## Kenmerken
De vogel is 15 cm lang. Het is een kleine, overwegend bruin gekleurde  ral. Van boven zit er in het bruin een zwarte streping. In vlucht zijn lichte strepen op de donkere vleugels zichtbaar. Van onder is de ral loodgrijs en op de buik zijn witte horizontale strepen.

## Verspreiding en leefgebied
Deze soort komt voor in zuidelijk Uruguay en noordoostelijk Argentinië. Het leefgebied bestaat uit moerassen en natte weilanden, die tijdelijk onder water staan met graspollen uit de cypergrassenfamilie, die tot 70 cm hoog boven het maaiveld staan. Verder komt de vogel voor in brakwatermoerassen met slijkgras.

## Status
Durnfords dwergral heeft een beperkt verspreidingsgebied en daardoor is de kans op uitsterven aanwezig. De grootte van de populatie werd in 2016 door BirdLife International geschat op 3,5 tot 15 duizend individuen. De vogel is lastig te observeren, maar in gebieden die door goede waarnemers regelmatig worden bezocht, bestaat de indruk dat de vogel in aantal afneemt door habitatverlies. Een aantal leefgebieden worden drooggelegd of afgebrand, verder worden moerassen ontwikkeld tot recreatiegebied. Om deze redenen staat deze soort als kwetsbaar op de Rode Lijst van de IUCN.